# Ács
Ács è una città di 7 260 abitanti situata nella contea di Komárom-Esztergom, nell'Ungheria settentrionale.

## Amministrazione

### Gemellaggi
Ács è gemellata con:
- Brăduț, Romania